# Danny Goldman
Daniel Goldman, detto Danny (New York, 30 ottobre 1939 – Los Angeles, 12 aprile 2020), è stato un attore e doppiatore statunitense.

## Biografia
Ha lavorato anche nel casting, soprattutto per quanto riguarda produzione di spot televisivi. Inoltre è apparso nel programma televisivo What's My Line?

## Filmografia parziale

### Cinema
- Beware! The Blob, regia di Larry Hagman (1972)
- Il lungo addio (The Long Goodbye), regia di Robert Altman (1973)
- Nanù, il figlio della giungla (The World's Greatest Athlete), regia di Robert Scheerer (1973)
- Frankenstein Junior (Young Frankenstein), regia di Mel Brooks (1974)
- Mani sporche sulla città (Busting), regia di Peter Hyams (1974)

### Televisione
- Questa sì che è vita (The Good Life) – serie TV, 15 episodi (1971-1972)
- Colombo (Columbo) – serie TV, episodio 3x04 (1973)
- Happy Days – serie TV, episodio 1x13 (1974)
- Kojak – serie TV, episodio 3x24 (1976)
- Provaci ancora Lenny (Busting Loose) – serie TV, 18 episodi (1977)
- Brothers and Sisters – serie TV, episodio 1x13 (1979)
- Hardcastle & McCormick (Hardcastle and McCormick) – serie TV, episodio 1x18 (1984)
- Mike Hammer investigatore privato (Mike Hammer) – serie TV, 16 episodi (1984-1987)